# Rinodina punctosorediata
Rinodina punctosorediata är en lavart som beskrevs av Aptroot &Sparrius. Rinodina punctosorediata ingår i släktet Rinodina och familjen Physciaceae.   Inga underarter finns listade i Catalogue of Life.